# Vicente Fatone
Vicente Fatone (Buenos Aires, 12 de febrero de 1903 – ibídem, 11 de diciembre de 1962) fue un filósofo argentino especializado en la historia de las religiones.

## Biografía
Vicente Fatone nació en Buenos Aires el 12 de febrero de 1903, hijo menor de un matrimonio de inmigrantes italianos. En 1909 inicia sus estudios primarios en el Colegio San Estanislao. Los realiza sin vigilancia ni guía familiar ya que en el hogar era muy poca la ayuda que podía recibir. Desde 1916 a 1920 realiza sus estudios secundarios en el Colegio Nacional Juan Martín de Pueyrredon. Siendo alumno de tercer año fundó allí la revista Fénix, que luego cambiaría su nombre por el de Pueyrredón, donde publicó algunas poesías y sus primeros ensayos.[cita requerida]
En 1920 pasa las vacaciones en la estancia "La Juanita", en Trongé, partido de Guamini en la provincia de Buenos Aires; es huésped de la familia Gunstche (compañeros de colegio). Allí conoce a Ana María, de trece años - Fatone tenía diecisiete- con quien se casaría ocho años después.
En 1921, al terminar el bachillerato, se trasladó a Rosario, donde fue empleado, durante algunos meses, del Consulado holandés. De regreso a Buenos Aires, se inscribió en la Facultad de Ingeniería, llevado por su afición a las matemáticas, pero el modo extremadamente práctico de la carrera lo decepcionó, y en octubre se inscribió en la Facultad de Filosofía y Letras . Allí tuvo como profesores a Coriolano Alberini, Alfredo J. Francechi y a Alejandro Korn. Concluyó sus estudios en 1926.
En 1924 aparece en la revista Verbum, del centro de estudiantes de la Facultad, su ensayo sobre Santa Teresa y Chieskowski. Unido desde su fundación (1923) al grupo de la revista Inicial (Homero Mario Guglielmini, Miguel Ángel Virasoro, etc), publicara en 1925 su artículo sobre "El misticismo italiano contemporáneo".
En 1928 el 28 de abril contrae nupcias con Ana María Gunstche. En 1929 es designado profesor de Lógica y de Gnoseología y Metafísica de la Universidad Nacional del Litoral.
En 1931, quedó cesante en razón de las medidas de intervención a las universidades dictadas por el gobierno de José Félix Uriburu. Regresó a Buenos Aires y publicó su segundo libro Sacrificio y Gracia.
En 1936 se presentó a la Comisión Nacional de Cultura para optar a una beca a fin de estudiar en Calcuta la filosofía de la India antigua.
En 1937 viaja por primera vez a la India de donde regresa en 1938.
En 1940 obtiene por concurso la Cátedra de Historia de las Religiones en la Universidad Nacional de La Plata.
En 1954 publica Filosofía y Poesía.
En 1955 publica El hombre y Dios. Es nombrado profesor de Ética en la Facultad de Filosofía y Letras de la Universidad de Buenos Aires, y de Historia de las Religiones en la Facultad de Humanidades de la Universidad Nacional de La Plata.
En 1956 fue nombrado Rector Interventor en la Universidad Nacional del Sur por el dictador Pedro Eugenio Aramburu. Allí se había desencadenado una protesta estudiantil contra el decreto 6403/55 que imponía controles ideológicos a los profesores y un control represivo sobre la actividad estudiantil. Las cesantías habían comenzado en el ITS bajo la dirección de González Prieto, siendo confirmadas y continuadas por Fatone en la Universidad Nacional del Sur. Se destacaron en esta nómina las figuras de Santiago Bergé Vila y Antonio Tridenti, pertenecientes al grupo de profesionales fundadores del Instituto y, a la vez, referentes indiscutidos del peronismo local. Este proceso se habría de prolongar por varios años por la vigencia del decreto 6.403/55.  Otros cesanteados fueron el contador Benito Franchini y el doctor Solana, el ingeniero Antonio Siri, los doctores Romero Krause y Graziani, el doctor Remus Tetu, los profesores dr. Marcelo Galar, los ingenieros Alejandro Clara, David Craig, N. Cardona, Eloy Varela, Jorge Reyes, Manuel Muradás,. Este docente de origen rumano se desempeñaba en la Escuela de Ciencias Económicas. Algunos de las decenas de profesores e investigadorescesanteados, como Antonio Tridenti, Remus Tetu y Arnaldo Cañueto, se incorporarían al comité Acción Pro Revisionismo Universitario de Bahía Blanca, con el fin de luchar por la derogación la legislación universitaria sancionada por la dictadura de Pedro Eugenio Aramburu.
En el mes de noviembre de 1956 realiza su segundo viaje a la India, Junto a Eduardo Mallea y Julio Caillet Bois como delegados argentinos en el undécimo Encuentro de la Conferencia General de la UNESCO en Nueva Delhi. [cita requerida]
En 1957 realiza su tercer viaje a la India. El 20 de diciembre presenta sus cartas credenciales como Embajador extraordinario y plenipotenciario de la República Argentina ante el gobierno de la India, cargo al que renuncia en 1960.
En 1960 es designado profesor de Filosofía e Historia de las Religiones y de Gnoseología y Metafísica en la Facultad de Filosofía y Letras de la Universidad de Buenos Aires. Después de su fallecimiento la cátedra de Filosofía e Historia de las Religiones estuvo a cargo de José Severino Croatto (1964-1974).
El 19 de abril de 1962 recibe el doctorado honoris causa.

## Obra selecta
- 1928. Misticismo épico
- 1931. Sacrificio y gracia. De los Upanishads al Mahayana
- 1931a. Arquitectura y danza
- 1941. El budismo nihilista
- 1942. Introducción al conocimiento de la filosofía en la India
- 1948. El existencialismo y la libertad creadora. Una crítica al existencialismo de Jean-Paul Sartre
- 1951. Lógica y teoría del conocimiento
- 1951a. Cómo divertir a chicos y grandes
- 1953. Introducción al existencialismo
- 1953a. La existencia humana y sus filósofos
- 1954. Filosofía y poesía
- 1955. El hombre y Dios
- 1963. Temas de mística y religión
- 1963a. Temas de la mística
- 1972. Ensayos sobre hinduismo y budismo
- 1972a. El budismo “nihilista” y otros ensayos